# جليزا 667 Cb
جليزا 667 Cb هو كوكب خارج المجموعة الشمسية مؤكد يقع على بعد 23 سنة ضوئية من الأرض في كوكبة العقرب حول النجم جليزا 667 C ، وهو عضو في نظام جليزا 667 النجمي. جليزا 667 Cb الكوكب الأكثر ضخامة المكتشف في النظام ومن المرجح أنة أرض هائلة أو نبتون صغير. اكتشف الكوكب من قبل المرصد الأوروبي الجنوبي من خلال طريقة السرعة الشعاعية باستخدام مطيافة دوبلر عبر جهاز الباحث الكوكبي بالسرعة الشعاعية عالية الدقة (HARPS) في 19 أكتوبر 2009 . تحليل الانحراف المداري لكوكب جليزا 667 Cb يشير إلى أنة ليس كوكب صخري.